# Beishan (häradshuvudort i Kina, Heilongjiang)
Beishan (kinesiska: 北山, 新兴区) är en häradshuvudort i Kina. Den ligger i provinsen Heilongjiang, i den nordöstra delen av landet, omkring 330 kilometer öster om provinshuvudstaden Harbin. Antalet invånare är 236 768. Befolkningen består av 114 701 kvinnor och 122 067 män. Barn under 15 år utgör 12,0 %, vuxna 15-64 år 80 %, och äldre över 65 år 7,0 %.
Runt Beishan är det ganska tätbefolkat, med 67 invånare per kvadratkilometer. Närmaste större samhälle är Taihe, 8,5 km sydväst om Beishan. Runt Beishan är det i huvudsak tätbebyggt.
Genomsnittlig årsnederbörd är 809 millimeter. Den regnigaste månaden är juli, med i genomsnitt 159 mm nederbörd, och den torraste är januari, med 4 mm nederbörd.